# Novi Muallim (časopis)
Novi Muallim, bosanskohercegovački muslimanski pedagoški časopis. Nastao je 1910. godine kao Muallim, a promijenio naziv 2000. godine. 

## Povijest
Časopis Muallim je važan kao vrelo povijesnih informacija o jednom vremenu, kao poučak o začetcima pedagoške znanosti u muslimana i svakako kao vrijedno štivo za povijest islamskog mišljenja u Bosni i Hercegovini. Početak lista u svezi je s osobom reis-ul-uleme Mehmed Džemaluddina ef. Čauševića, koji je iniciranje osnivanje udruge mualima (vjeroučitelja). Preraslo je u udrugu koja sabire i okuplja imame i mualime pod imenom Džemijjeti-ilmijju ili Muslimansko muallimasko-imamsko društvo za Bosnu i Hercegovinu. Dana, 4. kolovoza 1910. godine na prvoj redovnoj godišnjoj skupštini ove udruge sudionici su donijeli zaključak da se pokrene javno glasilo koje će afirmirati i artikulirati interese i programske ciljeve udruge. Časopis je pokrenut 1910. godine, dvije godine nakon austro-ugarskog pripajanja Bosne i Hercegovine. Izlazio je Muallim u Sarajevu do 1913. godine, završetkom Balkanskih ratova i pred izbijanje Prvog svjetskog rata. Tiskan je na bošnjačkom, arabicom, uz pojedine brojeve bilo je dvostraničnih priloga na latinici. Tiskan je u Islamskoj dioničkoj tiskari u Sarajevu. Ukupno je izašlo 36 brojeva. Prvi urednik prve serije bio je Muhamed Seid Serdarević iz Zenice, iz obitelji koja je predstavljala zaglavni kamen intelektualnog života Zenice, kao što je za Travnik obitelj Korkut i za Tuzlu obitelj Čokić. Časopis je pokrenut u okolnostima kad je ulemanski stalež s početka stoljeća bio depriviran na više razina što se odrazilo u konceptualizaciji lista. Ovu fazu obilježilo je što je izlazio u Bosni i Hercegovini pod Austro-Ugarskom. Bio je izraz volje i htijenja ulemanskog staleža za društvenom promjenom i značajnijim utjecajem na ukupne procese. S obzirom na to da Muslimansko muallimsko i imamsko društvo za Bosnu i Hercegovinu nije okupljalo svu ulemu, sve je ukazivalo na potrebu organiziranja cjelokupne uleme u jedinstvenu organizaciju uleme (ilmijje). Tako je nakon obimnih i temeljitih priprema 28. rujna 1912. godine osnovana jedinstvena organizacija Udruga bosanskohercegovačke ilmijje. To je dovelo do toga da časopis Muallim prestane izlaziti,  a njegovo mjesto je preuzeo Jeni misbah.

## Obnova
Muallim je ponovo pokrenut 1990. godine. Odluka o ponovom pokretanju donesena je 16. svibnja 1990. godine na sjednici Predsjedništva Udruge ilmijje Islamske zajednice u Bosni i Hercegovini. Počeo je izlaziti listopada 1990. svakog mjeseca. Izdavač je Udruga ilmijje Islamske zajednice u Bosni i Hercegovini. Koncept je preživio raspad države i Mualim je izlazio do prekida 1998. godine. Novi pristup i vizualni identitet osvanuo je u Novom Mualimu koji izlazi od 2000. godine. U podnaslovu stoji Časopis za odgoj i obrazovanje, čime se naglašava pedagoška dimenzija ovog časopisa. Prestao je tretirati statusna pitanja imama i usredotočio se na propitivanje eminentno znanstvenih tema, prije svega pedagoških disciplina, ali i filozofskih, teoloških i kulturoloških.

## Vanjske povezice
- Novi Muallim